# Flushing Township (Ohio)
Flushing Township ist eines von 16 Townships des Belmont Countys im US-Bundesstaat Ohio. Nach der Volkszählung im Jahr 2000 waren hier 1990 Einwohner registriert.

## Geografie
Flushing Township liegt im äußersten Nordwesten des Belmont Countys im Osten von Ohio und grenzt im Uhrzeigersinn an die Townships: Moorefield Township im Harrison County, Athens Township (Harrison County), Wheeling Township, Union Township, Kirkwood Township, Londonderry Township im Guernsey County und Freeport Township (Harrison County).

## Verwaltung
Das Township wird durch ein Board of Trustees, bestehend aus drei gewählten Mitgliedern, verwaltet. Zwei Personen werden jeweils im Jahr nach der Präsidentschaftswahl gewählt und eine jeweils im Jahr davor. Die Amtszeit dauert in der Regel vier Jahre und beginnt jeweils am 1. Januar. Daneben gibt es noch einen Township Clerk (Schriftführer), der ebenfalls im Jahr vor der Präsidentschaftswahl auf eine vierjährige Amtszeit gewählt wird. Dessen Amtszeit beginnt jeweils am 1. April.